# Бестужевка (Самарская область)
Бестужевка — село в Приволжском районе Самарской области России. Входит в состав сельского поселения Новоспасский.

## География
Село находится в западной части Самарской области, в пределах Низкого Заволжья, в лесостепной зоне, на восточном берегу Саратовского водохранилища напротив Сызрани, в 25-26 км к северу от села Приволжье, административного центра района. Абсолютная высота — 30 метров над уровнем моря.
Климат
Климат характеризуется как умеренно континентальный. Среднегодовая температура — 4,6 °C. Средняя температура воздуха самого тёплого месяца (июля) — 21,1 °C (абсолютный максимум — 41 °C); самого холодного (января) — −12,3 °C (абсолютный минимум — −47 °C). Среднегодовое количество атмосферных осадков составляет 466 мм, из которых около 306 мм выпадает в период с апреля по октябрь. Снежный покров образуется в третьей декаде ноября и держится в течение 141 дня.
Часовой пояс
Село Бестужевка, как и вся Самарская область, находится в часовой зоне МСК+1. Смещение применяемого времени относительно UTC составляет +4:00.

## Население
| 2010 |
| ---- |
| 431  |

Половой состав
По данным Всероссийской переписи населения 2010 года в гендерной структуре населения мужчины составляли 44,1 %, женщины — соответственно 55,9 %.
Национальный состав
Согласно результатам переписи 2002 года, в национальной структуре населения русские составляли 93 % из 472 чел.

## Известные уроженцы
- Елизаров Марк Тимофеевич — российский революционер, советский государственный деятель, первый народный комиссар путей сообщения РСФСР (1917—1918). С 1889 года муж Анны Ильиничны Елизаровой-Ульяновой, старшей сестры В. И. Ленина. Вместе с Елизаровым Ленин посетил Бестужевку в 1892 году[7].